# Codice di procedura penale italiano del 1865
Il codice di procedura penale italiano del 1865 sostituì l'analogo codice sabaudo del 1847.
Il codice fu inizialmente promulgato nel 1859 nel Regno di Sardegna a firma del Ministro di Grazia e Giustizia Vincenzo Maria Miglietti. Dopo l'unità d'Italia, esso fu opportunamente modificato ed esteso su tutto il territorio nazionale su proposta del Ministro Paolo Cortese. Esso si ispirava ad un sistema misto inquisitorio-accusatorio sul modello del Code d'instruction criminelle napoleonico del 1808.
Già dal 1866 iniziarono studi tendenti a riformare il processo penale ed il codice del 1865 fu sottoposto a numerose critiche: il giurista Francesco Carrara lo definì "indegno [...] di un popolo che dicesi libero". Nel 1892, in seguito all'approvazione del codice penale del 1889, fu istituita una commissione per redigere il progetto di un nuovo codice di procedura penale. I lavori della commissione portarono infine, nel 1913, all'approvazione di un nuovo codice di procedura penale.

## Struttura
Il codice era costituito da 857 articoli, compresi in un titolo preliminare e tre libri:
| Titolo preliminare                    | Titolo preliminare |
| ------------------------------------- | --- |
| Capo I                                | Delle azioni nascenti dai reati (Artt. 1–8)                                                                                           |
| Capo II                               | Della competenza (Artt. 9–36) |
| Disposizione particolare              | Della competenza e del procedimento per i reati imputabili ai giudici e ai funzionari del pubblico ministero (Art. 37)                |
|                                       | |
| Libro primo                           | Dell'istruzione preparatoria |
| Titolo I                              | Degli uffiziali del pubblico ministero e delle loro funzioni (Artt. 38–55)                                                            |
| Titolo II                             | Della polizia giudiziaria e degli uffiziali che la esercitano (Artt. 56–267)                                                          |
|                                       | |
| Libro secondo                         | Del giudizio |
| Disposizioni generali (Artt. 268–329) | |
| Titolo I                              | Dei pretori (Artt. 330–370) |
| Titolo II                             | Dei tribunali penali (Artt. 371–421)                                                                                                  |
| Titolo III                            | Delle cause da sottoporsi alle Corti d'assise (Artt. 422–548)                                                                         |
| Titolo IV                             | Delle persone civilmente responsabili (Artt. 549–561)                                                                                 |
| Titolo V                              | Dei danni e delle spese (Artt. 562–583)                                                                                               |
| Titolo VI                             | Dell'esecuzione delle sentenze (Artt. 584–604)                                                                                        |
| Titolo VII                            | Degli oggetti furtivi ed altri posti sotti sequestro (Artt. 605–618)                                                                  |
| Titolo VIII                           | Della polizia delle udienze (Artt. 619–631)                                                                                           |
| Titolo IX                             | Dei difensori (Artt. 632–637) |
| Titolo X                              | Della cassazione e della revisione (Artt. 638–694)                                                                                    |
|                                       | |
| Libro terzo                           | Di alcune procedure particolari e di alcune disposizioni regolamentari                                                                |
| Titolo I                              | Delle falsità (Artt. 695–713) |
| Titolo II                             | Dell'iscrizione in falso ne' procedimenti penali (Artt. 714–722)                                                                      |
| Titolo III                            | Del modo di ricevere le deposizioni di alcuni testimoni (Artt. 723–730)                                                               |
| Titolo IV                             | Dei conflitti in giurisdizione (Artt. 731–745)                                                                                        |
| Titolo V                              | Del modo di procedere nei casi di ricusazione, o di rimessione delle cause da una ad altra corte, tribunale o giudice (Artt. 746–777) |
| Titolo VI                             | Dell'esecuzione delle sentenze di condanna alle pene del confino e del modo di procedere nei casi di trasgressione (Artt. 778–786)    |
| Titolo VII                            | Del modo di procedere in caso di fuga e di successivo arresto dei condannati (Artt. 787–795)                                          |
| Titolo VIII                           | Del modo di procedere nel caso di distruzione o sottrazione delle carte di un processo o di un'ordinanza o sentenza (Artt. 796–801)   |
| Titolo IX                             | Del modo di procedere nei casi d'arresto, di detenzione e di sequestro illegale delle persone (Artt. 802–804)                         |
| Titolo X                              | Del modo di procedere nei casi in cui è necessaria l'autorizzazione sovrana (Artt. 805–808)                                           |
| Titolo XI                             | Delle carceri e delle visite dei carcerati (Artt. 809–825)                                                                            |
| Titolo XII                            | Delle grazie, delle amnistie e degli indulti (Artt. 826–833)                                                                          |
| Titolo XIII                           | Della riabilitazione dei condannati (Artt. 834–847)                                                                                   |
| Disposizioni generali (Artt. 848–857) | |